# 양치기소년단
양치기소년단은 대한민국의 음악 그룹이다. 2023년 싱글 앨범 [The Three Princesses]로 데뷔했다.

## 방송
- TV조선 대학가요제 (2024) - 10위

## 음반
- The Three Princesses (2023)
- 사랑놀이 (2024)
- 장난 (2024)
- JUMP! (2024)
- 지나간 그 짧은 시간 속에도 (2024)

## 공연
- THE GREATEST SHEPHERD（양치기소년단 단독공연） (2023)
- 말랑말랑 뮤직 페스티벌 - 부산 (2024)
- 2024 세종보헤미안뮤직페스티벌 (2024)